# Charlotte Zwerin
Charlotte Zwerin, geborene Mitchell (* 15. August 1931 in Detroit, Michigan; † 22. Januar 2004 in Manhattan, New York), war eine US-amerikanische Filmemacherin. Sie dokumentierte in ihren Filmen das Leben und Schaffen bekannter Künstler, so z. B. das von Thelonious Monk, Arshile Gorky, den Rolling Stones und anderen Künstlern.

## Leben
Charlotte Mitchell wurde in Detroit, Michigan, als das jüngste von fünf Kindern geboren. Ihr Interesse an Dokumentarfilmen erwachte beim Besuch der Wayne State University in den 1950er Jahren. Sie spezialisierte sich früh auf die Dokumentation des Lebens und Werks von Künstlern. 
Bei der mit einem Oscar ausgezeichneten Dokumentation Robert Frost: A Lover’s Quarrel with the World aus 1963 war sie für den Schnitt verantwortlich. Es folgten eigene Dokumentationen über Arshile Gorky, Ella Fitzgerald („Something to Live For“), Willem de Kooning, Isamu Noguchi und Toru Takemitsu. 
Charlotte Zwerin war eine Meisterin des cinéma verité, Filmen mit extremer Realitätsnähe. Ihr Film über das Rolling-Stones-Konzert in Altamont „Gimme Shelter“ war bekannt für die Darstellung einer drastischen Szene: als der 18-jährige Meredith Hunter von einem Mitglied der Hells Angels, die auf dem Konzert als Sicherheitsdienst arbeiteten, vor laufender Kamera erstochen wurde. Eines ihrer berühmten Spätwerke war der von Clint Eastwood und Bruce Ricker produzierte Film Thelonious Monk: Straight, No Chaser, ein Porträt des mit allerlei Problemen belasteten Pianisten und Komponisten.
Vor ihrer Scheidung war sie mit dem Jazzmusiker und -kritiker Mike Zwerin verheiratet.
Charlotte Zwerin starb am 22. Januar 2004 in New York an Lungenkrebs.